# Queering the Map
Queering the Map est une plateforme communautaire de cartographie participative en ligne sur laquelle les personnes utilisatrices partagent leurs expériences personnelles queer à des endroits spécifiques sur une seule carte collective mondiale. Depuis sa création en mai 2017 par Lucas La Rochelle, les utilisateurs ont contribué à plus de 80 000 soumissions en 23 langues sur la plateforme.

## Histoire
En 2017, l'artiste et designer canadien Lucas LaRochelle a commencé à travailler sur Queering the Map pour un projet de classe à l'Université Concordia à Montréal. Le projet est lancé en mai de la même année. LaRochelle a cité l'impact durable de ses souvenirs personnels sur la perception des lieux ainsi que les idées de Sara Ahmed sur l'identité sexuelle en tant qu'orientation vers l'espace comme influences du projet. Pour LaRochelle, un espace queer peut être une expérience relationnelle créée par et/ou partagée entre des personnes queer. LaRochelle a déclaré que sa principale intention en initiant le projet était d'archiver ces espaces, qui transcendent la notion traditionnelle d'espaces queer comme des lieux fixes (comme des commerces ou des quartiers) qui sont appropriés par des communautés clairement définies.
En février 2018, le DJ montréalais Frankie Teardrop a partagé Queering the Map sur Facebook, ce qui a considérablement augmenté la visibilité du site. Au cours de ce mois, le nombre d'épingles sur la carte est passé de 600 à 6 500 en l'espace de trois jours. Peu après, une cyberattaque générant des épingles avec des commentaires soutenant le président américain Donald Trump a forcé LaRochelle à supprimer le site et à demander de l'aide pour sécuriser son URL. Au cours des deux mois suivants, 8 volontaires ont développé une version plus sécurisée du site sur GitHub, et le projet s'est qualifié pour le service de cybersécurité gratuit Project Galileo de Cloudflare . Un système de modération de la plateforme a notamment été développé à travers ce processus. En avril 2018, Queering the Map a été relancé.
En 2019, LaRochelle a commencé à développer QT.bot, un réseau neuronal artificiel formé pour générer des histoires queer hypothétiques en utilisant les données partagées sur Queering the Map .

## Distinctions
En 2018, Queering the Map a reçu une mention honorifique au Prix Ars Electronica et a été présélectionné pour les Kantar Information is Beautiful Awards et le Lumen Prize for Digital Art.
Queering the map devient largement connu dans le domaine du design et s'inscrit dans un « tournant queer » plus large dans le design, au même titre que le travail de designers et de chercheurs en design comme Ece Canli, Emeline Brulé, Luiza Prado de O. Martins et Tiphaine Kazi -Tani. Leur travail est radical, critique, chaotique et déconstructif.